# Princess Maison
Princess Maison (プリンセスメゾン?, Purinsesu mezon) è un manga seinen scritto e disegnato da Aoi Ikebe, pubblicato dalla Shōgakukan su Yawaraka Spirits dal 7 agosto 2014 al 1º novembre 2018; l'edizione italiana è a cura della Bao Publishing, che ha pubblicato l'opera dal 24 settembre 2020 al 26 agosto 2021 con cadenza bimestrale. Dall'opera è stata tratta una serie televisiva, trasmessa dalla NHK nell'autunno 2016.

## Trama
Sachi Numagoe è una trentenne alla ricerca della casa perfetta e vuole acquistarne una in ogni modo, anche a costo di pesanti sacrifici. Con il passare del tempo il personale dell'agenzia immobiliare a cui si affida si affeziona a lei, tanto che la ragazza mantiene dei contatti con le persone che l'hanno aiutata anche dopo aver trovato l'abitazione adatta alle sue esigenze; con alcune di loro aveva infatti stretto un profondo legame di amicizia.

## Manga

### Volumi
| Nº | Data di prima pubblicazione | Data di prima pubblicazione | Data di prima pubblicazione | Data di prima pubblicazione |
| Nº | Giapponese                  | Giapponese                  | Italiano                    | Italiano                    |
| -- | --------------------------- | --------------------------- | --------------------------- | --------------------------- |
| 1  | 12 maggio 2015              | ISBN 978-4-09-187016-2      | 24 settembre 2020           | ISBN 978-8-83-273480-5      |
| 2  | 12 febbraio 2016            | ISBN 978-4-09-187459-7      | 26 novembre 2020            | ISBN 978-8-83-273518-5      |
| 3  | 19 ottobre 2016             | ISBN 978-4-09-187848-9      | 25 febbraio 2021            | ISBN 978-8-83-273552-9      |
| 4  | 12 giugno 2017              | ISBN 978-4-09-189529-5      | 29 aprile 2021              | ISBN 978-8-83-273563-5      |
| 5  | 12 marzo 2018               | ISBN 978-4-09-189832-6      | 24 giugno 2021              | ISBN 978-8-83-273582-6      |
| 6  | 11 gennaio 2019             | ISBN 978-4-09-860214-8      | 26 agosto 2021              | ISBN 978-8-83-273612-0      |